# Chris Drury (kunstenaar)

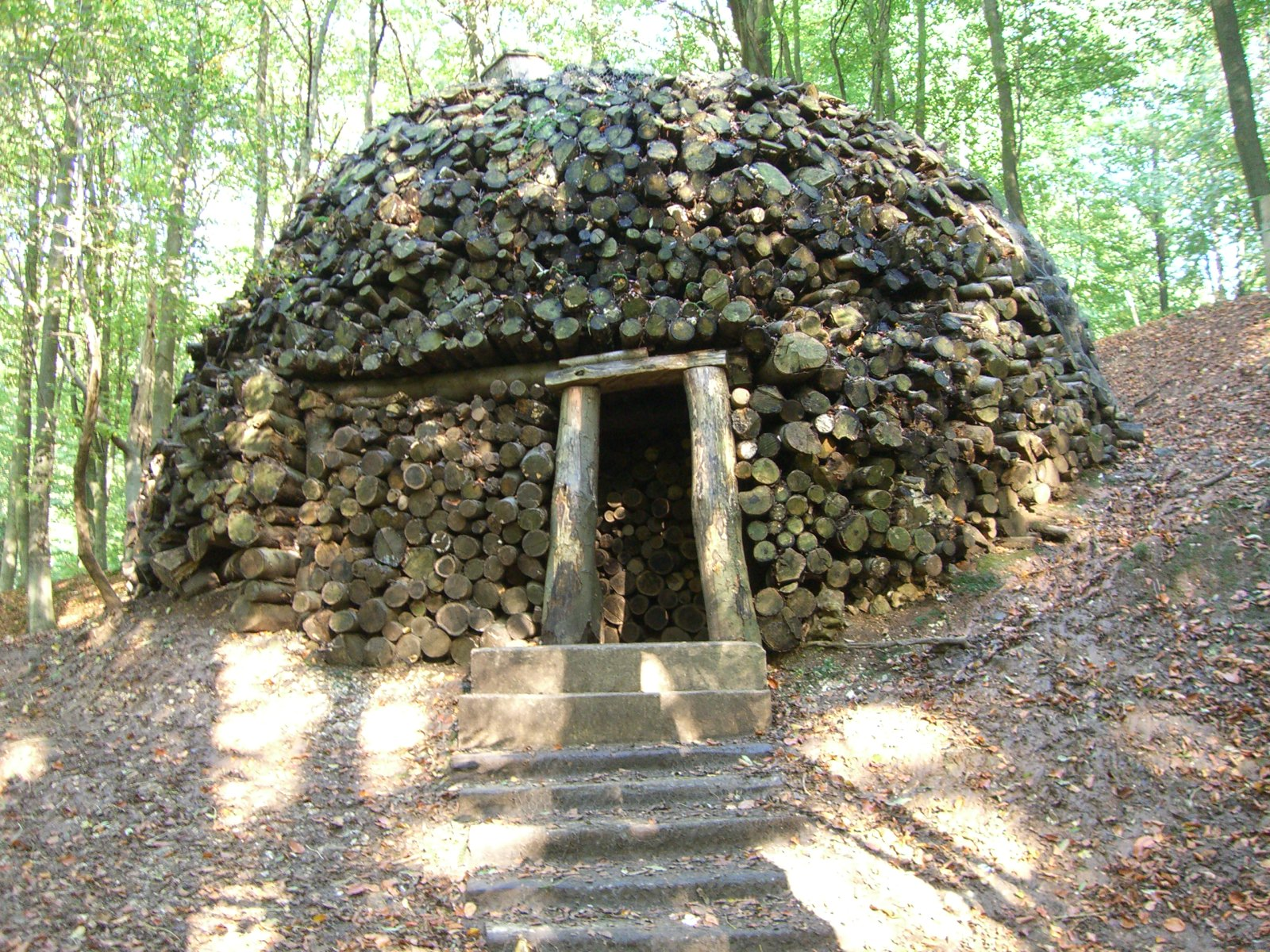
Coppice Cloud Chamber

Chris Drury (kunstenaar) (Colombo, 1948) is een Engelse beeldhouwer en land art-kunstenaar.

## Leven en werk
Drury studeerde van 1966 tot 1970 beeldhouwkunst, tekenen en design aan het Camberwell College of Arts van de University of the Arts in Londen. Hij was na zijn studie werkzaam als figuratieve beeldhouwer van portretten. In 1974 maakte hij met de kunstenaar Hamish Fulton een lange bergtocht door de Canadese Rocky Mountains, waarna hij zich geheel ging toeleggen op de zogenaamde land art. Zijn eerste belangrijke werk was het project Medicine Wheel in Londen. In 1993 werd hij door Alfio Bonanno, met onder anderen Andy Goldsworthy, David Nash, Karin McCoy, Nils-Udo en Alan Sonfist, uitgenodigd voor de opening van het TICKON (Tranekær Internationale Center for Kunst og Natur) op het eiland Langeland in Denemarken.

## Werken (selectie)
- Covered Cairn (1993), Langeland (Denemarken)
- Earth Chamber for the Trees and Sky (1994), Tyrebagger Forest in Aberdeen
- Tree Mountain Shelter (1994), Borgo Valsugana (Italië) ter gelegenheid van "Arte Sella" 1994
- Long Vessel (1995)[1], Watergrove Reservoir in Lancashire
- Shelter Project (1995), Allihies, Beare (County Cork)
- Wave Chamber (1996), Kielder Water and Forest Park in Northumberland
- Coppice Cloud Chamber, Sculpture Trail King's Wood bij Challock (Kent)
- Both Nam Faileas, (1997), Lochmaddy North Uist (Schotland)
- Coming Full Circle (1999), Irwell Sculpture Trail
- Reed Chamber (2002), Arundel (West Sussex)
- Time Capsule (2002)[2], South Carolina Notanical Garden in Clemson (South Carolina)
- Eden Cloud Chamber (2002), Eden Project in Cornwall
- Heart of Reeds (2004/05), Lewes Railway Nature Reserve in Lewes (East Sussex)
- Turning (2005)[3][4], Sainsbury Centre for the Visual Arts in Norwich
- Fingermaze (2006)[5], Hove Park
- Wind Vortices (2007), Antarctica
- Equinox Line (2008), Neddernhof bij Hamburg (Duitsland)
- Six Mountain Chamber (2010), "Arte Sella" (Italië)

## Fotogalerij

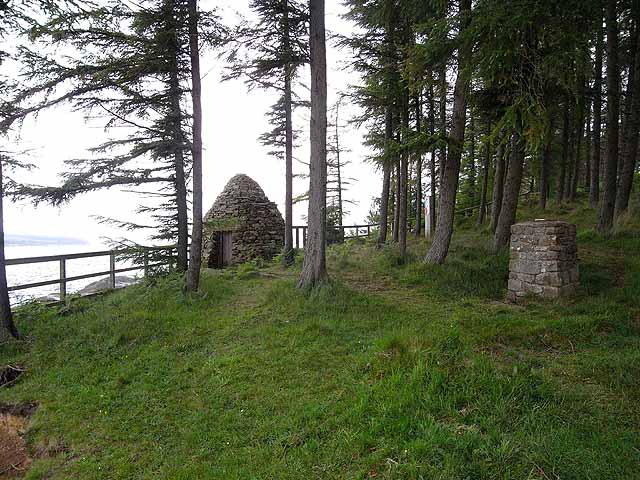
Wave chamber
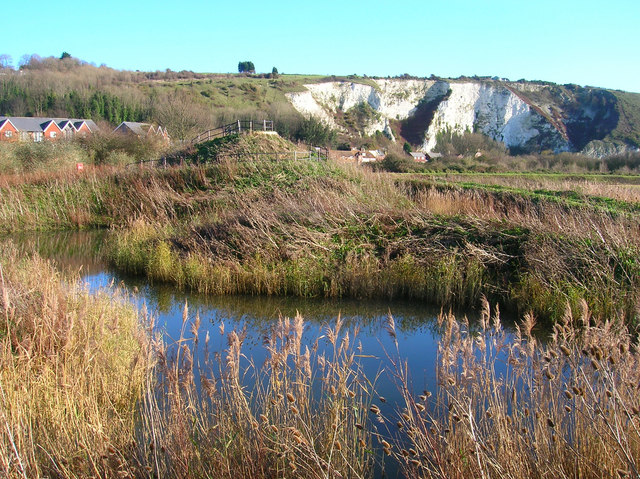
Heart of Reeds